# Grand River Valley AVA
Grand River Valley AVA (anerkannt seit dem 21. November 1983) ist ein Weinbaugebiet im Bundesstaat Ohio. Das Gebiet liegt in den Verwaltungseinheiten Lake County, Geauga County und Ashtabula County im Nordosten des Bundesstaates.
Die Herkunftsbezeichnung ist eine Teilregion des staatenübergreifenden Weinbaugebiets Lake Erie AVA und liegt nur 3 km (2 mi) vom Grand River und 22 km (14 mi) vom Ufer des Eriesee entfernt.
Die Härte des Winters wird durch starke Schneefälle (→ Lake effect snow) gemildert, da die Schneeschicht den unteren Teil der Rebstöcke schützt.
Das insgesamt kühle Weinbauklima wirkt sich in der Wahl der Rebsorten aus. Neben sehr winterharten und frühreifenden französischen Hybridreben oder lokalen Neuzüchtungen fällt die Wahl vermehrt auf frühreifende europäische Edelreben, um die Qualität der Weine zu verbessern.